# Pacific Nations Cup 2024
La Pacific Nations Cup 2024 fue la decimoséptima edición del torneo internacional de selecciones de rugby que organiza la World Rugby.

## Equipos participantes
- Selección de rugby de Canadá
- Selección de rugby de Estados Unidos
- Selección de rugby de Fiyi
- Selección de rugby de Japón
- Selección de rugby de Samoa
- Selección de rugby de Tonga

## Fase de grupos
|  | Semifinalistas                           |
|  | Avanza a la definición del quinto puesto |

### Grupo A
| Pos. | Equipo | Encuentros | Encuentros | Encuentros | Encuentros | Tantos  | Tantos    | Tantos     | Puntos bonus | Puntos totales |
| Pos. | Equipo | jugados    | ganados    | empatados  | perdidos   | a favor | en contra | diferencia | Puntos bonus | Puntos totales |
| ---- | ------ | ---------- | ---------- | ---------- | ---------- | ------- | --------- | ---------- | ------------ | -------------- |
| 1    | Fiyi   | 2          | 2          | 0          | 0          | 92      | 35        | +57        | 2            | 10             |
| 2    | Samoa  | 2          | 1          | 0          | 1          | 59      | 59        | 0          | 1            | 5              |
| 3    | Tonga  | 2          | 0          | 0          | 2          | 36      | 93        | -57        | 0            | 0              |

| 23 de agosto de 2024 | Fiyi | 42 - 16 | Samoa |  |  |

| 30 de agosto de 2024 | Samoa | 43 - 17 | Tonga |  |  |

| 6 de septiembre de 2024 | Tonga | 19 - 50 | Fiyi |  |  |

### Grupo B
| Pos. | Equipo         | Encuentros | Encuentros | Encuentros | Encuentros | Tantos  | Tantos    | Tantos     | Puntos bonus | Puntos totales |
| Pos. | Equipo         | jugados    | ganados    | empatados  | perdidos   | a favor | en contra | diferencia | Puntos bonus | Puntos totales |
| ---- | -------------- | ---------- | ---------- | ---------- | ---------- | ------- | --------- | ---------- | ------------ | -------------- |
| 1    | Japón          | 2          | 2          | 0          | 0          | 55      | 28        | +27        | 1            | 5              |
| 2    | Estados Unidos | 2          | 1          | 0          | 1          | 28      | 15        | +13        | 1            | 5              |
| 3    | Canadá         | 2          | 0          | 0          | 2          | 43      | 83        | -40        | 1            | 1              |

| 25 de agosto de 2024 | Canadá | 28 - 55 | Japón |  |  |

| 31 de agosto de 2024 | Estados Unidos | 28 - 15 | Canadá |  |  |

| 7 de septiembre de 2024 | Japón | 41 - 24 | Estados Unidos |  |  |

## Fase final

### Quinto puesto
| 14 de septiembre de 2024 | Tonga | 30 - 17 | Canadá |  |  |

### Semifinales
| 14 de septiembre de 2024 | Fiyi | 22 - 3 | Estados Unidos |  |  |

| 15 de septiembre de 2024 | Japón | 49 - 27 | Samoa |  |  |

### Tercer puesto
| 21 de septiembre de 2024 | Estados Unidos | 13 - 18 | Samoa |  |  |

### Final
| 21 de septiembre de 2024 | Fiyi | 41 - 17 | Japón |  |  |

| Bandera de Fiyi |
| Campeón Fiyi    |
| Séptimo título  |